# Bataille de Solebay
Guerre de Hollande
Batailles
- Groenlo (06-1672)
- Solebay (06-1672)
- Zutphen (06-1672) (nl)
- Coevorden (06-1672)
- Nimègue(07-1672)
- Groningue (07-1672)
- Saint-Lothain (02-1673)
- Schooneveld (1re) (06-1673)
- Maastricht (06-1673)
- Schooneveld (2de) (06-1673)
- Texel (08-1673)
- Bonn (11-1673)
- Arcey (01-1674)
- Pesmes (02-1674)
- Gray (02-1674)
- Scey-sur-Saône (03-1674)
- Chariez (03-1674)
- Vesoul (03-1674)
- Arbois (03-1674)
- Orgelet (03-1674)
- Besançon (04-1674)
- Dole (05-1674)
- Sinsheim (06-1674)
- Salins (06-1674)
- Belle-Île (06-1674)
- Lure (07-1674)
- Faucogney (07-1674)
- Sainte-Anne (07-1674)
- Fort-Royal (07-1674)
- Seneffe (08-1674)
- Entzheim (10-1674)
- Mulhouse (12-1674)
- Turckheim (01-1675)
- Stromboli (02-1675)
- Fehrbellin (06-1675)
- Salzbach (07-1675)
- Consarbrück (08-1675)
- Altenheim (08-1675)
- Alicudi (01-1676)
- Agosta (04-1676)
- Philippsburg (05-1676)
- Palerme (06-1676)
- Maastricht (07-1676)
- Valenciennes (11-1676)
- Tobago (03-1677)
- Saint-Omer (03-1677)
- Cambrai (03-1677)
- La Peene (Cassel) (04-1677)
- Ypres (03-1678)
- Rheinfelden (07-1678)
- Saint-Denis (08-1678)

La bataille navale de Solebay eut lieu le 7 juin 1672. Ce fut la première bataille de la guerre de Hollande. Une flotte de 75 navires des Provinces-Unies, commandée par l'amiral Michiel de Ruyter, Willem Joseph de Gand et Adriaen Banckert, surprend la flotte franco-anglaise, forte de 93 vaisseaux, qui se trouvait à l'ancre à Solebay (Suffolk), sur la côte est de l'Angleterre.

## La bataille
Le duc d'York et Jean II d'Estrées ont pour projet de bloquer les Néerlandais dans leurs ports et de leur interdire l'accès à la mer du Nord. La flotte néerlandaise espère quant à elle répéter son succès lors du raid sur la Medway et une escadre de frégates commandée par Willem Joseph de Gand atteint l'embouchure de la Tamise mais découvre que le fort de Sheerness est trop bien préparé pour qu'elle puisse passer. La flotte néerlandaise arrive trop tard, pour des raisons de coordination entre les cinq amirautés du pays, pour empêcher les flottes anglaise et française de faire leur jonction. Mais, le 7 juin 1672, la flotte alliée, qui s'est arrêtée à Solebay pour des réparations est surprise au petit matin par l'apparition de la flotte néerlandaise. La flotte française part vers le sud et est suivie par les 15 navires d'Adrien Banckert, leur action se limitant à une canonnade à distance. Néanmoins, le navire le Superbe est sévèrement endommagé et les pertes françaises s'élèvent à la fin du combat à 450 hommes.

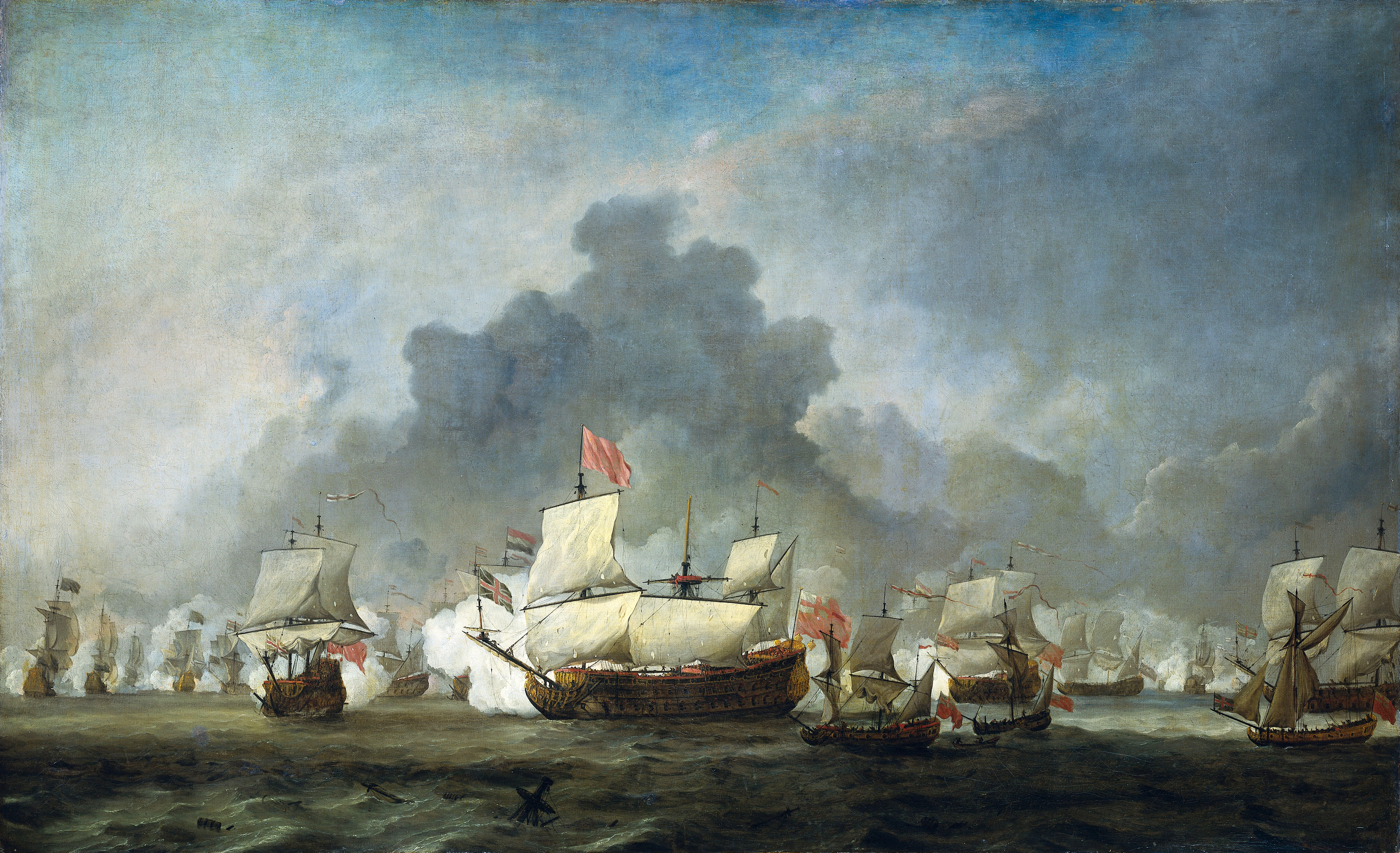
Vue d'ensemble de la bataille. Huile sur toile de Van de Velde

Le reste de la flotte néerlandaise attaque les Anglais, qui éprouvent de grandes difficultés à cause d'un fort vent contraire qui fait sortir plusieurs navires en dehors de l'action. Les deux vaisseaux amiraux, le Prince et le De Zeven Provinciën se livrent à un duel durant deux heures, duel à l'issue duquel le Prince est désemparé.
L'amiral Aert Jansse van Nes, à bord du Eendracht, est engagé dans un combat avec le London, commandé par Édouard Sprague, quand il est attaqué par le Royal Katherine. Néanmoins, ce dernier est si lourdement endommagé que son capitaine amène son pavillon et est fait prisonnier, mais les marins néerlandais s'enivrent avec du brandy trouvé dans les cales et laissent le Royal Katherine se faire re-capturer par les Anglais.

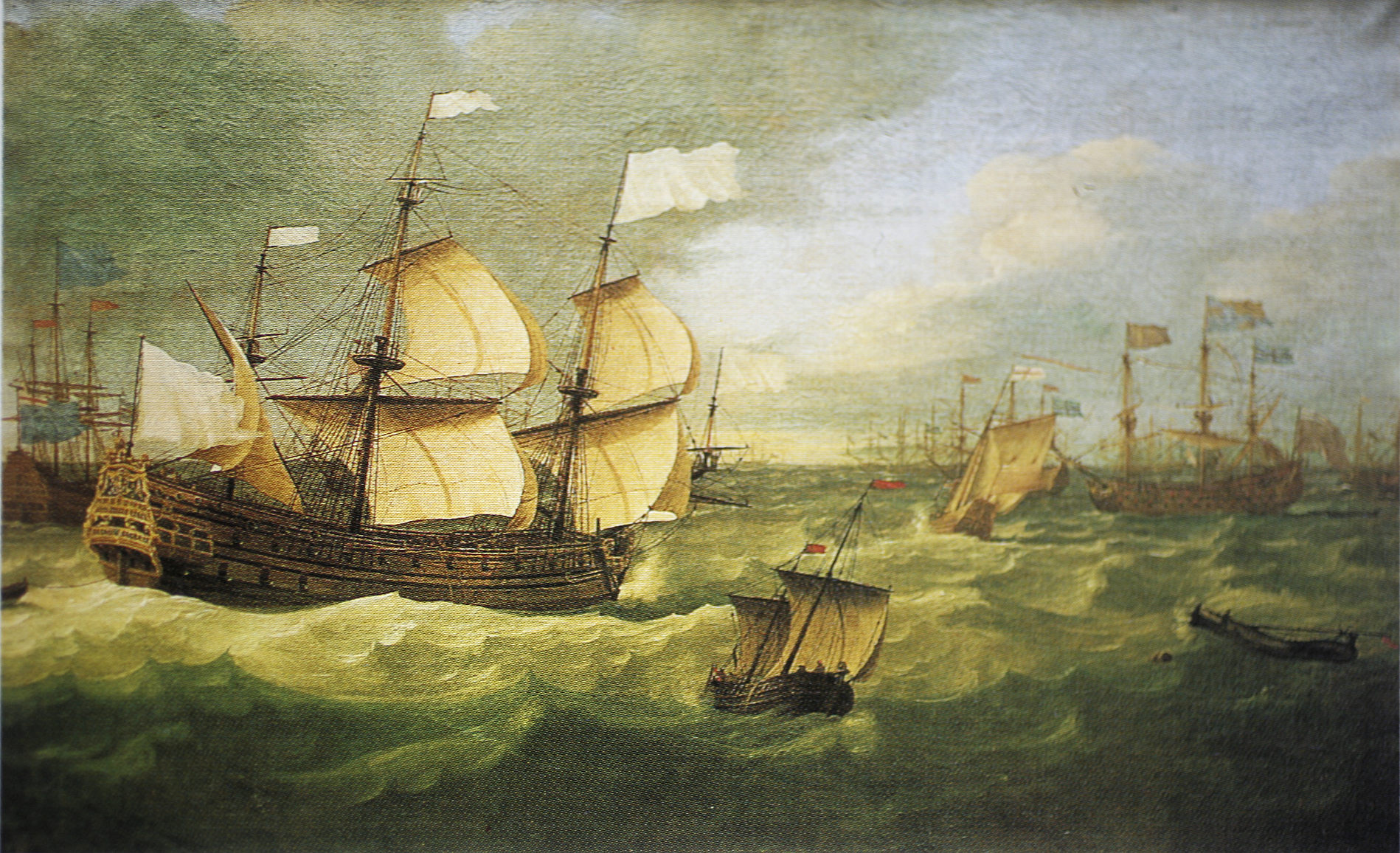
Le vaisseau amiral français Le Saint-Philippe à la bataille de Solebay

Le Royal James, navire de l'amiral Édouard Montagu, est engagé dans un combat farouche avec le Dolfijn, commandé par Willem Joseph de Gand, qui est tué au cours de la mitraille. Le capitaine Jan van Brakel, à bord du Groot Hollandia, attaque alors à son tour le Royal James et pilonne sa coque durant plus d'une heure, l'endommageant tellement que Montagu envisage de se rendre avant d'y renoncer, considérant qu'il était déshonorant pour lui de se rendre à un capitaine de basse condition. Des sloops anglais viennent alors à l'abordage du Groot Hollandia qui est alors forcé de battre en retraite. Le Royal James est néanmoins à la dérive et est attaqué par sept navires-brûlots. Il en coule deux mais un troisième parvient à l'incendier, causant de lourdes pertes humaines. Montagu lui-même, ainsi que son beau-fils Philip Carteret de Mélechès, se noient en tentant de s'échapper quand sa chaloupe chavire sous le poids des marins paniqués qui sautent dedans. Son corps sera retrouvé échoué sur le rivage, seulement reconnaissable à ses vêtements arborant l'ordre de la Jarretière.
Les rives du Suffolk ont été bondées de spectateurs frénétiques, la canonnade pouvait être entendue à trois cents kilomètres de distance. Un chant marin anglais raconte que ‘le noble hôte …. à couvert la côte creuse de Walberswyke à Dunwich.’
C'est alors que le vent tourne, donnant aux Anglais l'avantage, et la flotte néerlandaise se replie en fin d'après-midi. Les pertes sont lourdes des deux côtés, les Néerlandais ayant un navire coulé et un capturé alors qu'un autre est victime d'un accident durant ses réparations et explose peu après la bataille. Le combat se termine donc de façon indécise, les deux camps clamant leur victoire, les Néerlandais avec plus de raisons car le plan franco-anglais de blocus est abandonné.

## Conséquences
Pour défendre la Hollande, Guillaume d'Orange avait fait percer les digues qui retenaient les eaux de la mer. Les flottes d'Angleterre et de France vaincues, une invasion maritime des Pays-Bas est rendue impossible. Les deux flottes se rencontrent à nouveau lors de la Première bataille de Schooneveld en 1673.